# John Yettaw
John William Yettaw (sinh 1955) là một công dân Mỹ được biết đến vì chuyến viếng thăm bất hợp pháp của mình năm 2008 và 2009 với Aung San Suu Kyi, tù nhân chính trị Myanma. Yettaw, quê quán ở Falcon, Missouri, đến thăm năm 2009 nhắc đến việc bắt giữ Suu Kyi ngày 13 tháng 5 năm 2009, hai tuần trước khi bà được phóng thích theo kế hoạch từ việc quản thúc tại gia ngày 27 tháng 5. Yettaw đã bơi qua một cái hồ tại Rangon, vào nhà bà Suu Kyi mà không được mời, sau đó xin được ở lại hai tối trước khi tìm cách bí mật bơi trở lại. Yettaw nói là ông bơi đến nhà của Suu Kyi bên bờ hồ là để báo cho bà biết về một âm mưu ám sát mà ông nhìn thấy trong giấc mơ. Chính Yettaw cũng bị chính quyền Myanma bắt ngày 6 tháng 5. Ông bị tuyên án ngày 14 tháng 5 với ba năm tù ở về tội vi phạm luật quản thúc bà Suu Kyi, ba năm tù về tội vi phạm luật di trú và một năm tù về tội bơi trong khu vực bị giới hạn. Đối với tại Myanma là điều bất hợp pháp khi để một người khách ở lại qua đêm khi không báo cho chính quyền trước. Phiên tòa bắt đầu ngày 18 tháng 5 năm 2009. Yettaw được đưa vào nhà thương ngày 10 tháng 8 sau khi bị kinh phong. Ông này nghe nói bị nhiều chứng bệnh, kể cả tiểu đường. Ngày 11 tháng 8, Yettaw bị phạt ba tội danh tổng cộng là bảy năm, cùng với lao động khổ sai. Suu Kyi bị phạt 18 tháng quản thúc tại gia. Ngày 14 tháng 8, Thượng Nghị sĩ Hoa Kỳ Jim Webb đến Myanma và thành công trong việc thương lượng phóng thích Yettaw và việc trục xuất ngày 16/8.

## Phóng thích
Nghị sĩ Hoa Kỳ Jim Webb có một cuộc gặp gỡ hiếm thấy với Aung San Suu Kyi ngày 15/8/09 tại nhà khách chính phủ, sau khi bà bị chế độ tuyên án thêm 18 tháng quản thúc tại gia. Webb nói "cuộc gặp gỡ này là cơ hội để tôi bày tỏ sự ngưỡng mộ sâu xa với Aung San Suu Kyi về những hy sinh mà bà đã có cho nền dân chủ trên toàn thế giới." Webb kêu gọi chế độ quân sự Myanma trả tự do cho Suu Kyi, người trong phần lớn hai thập niên vừa qua đã bị chế độ cấm không được ra khỏi nhà hoặc tiếp xúc với ai.
Trong khi đó, theo giới thân cận với Jim Webb, Webb sẽ bay ra khỏi Myanma ngày 16/8 với Yettaw, sau khi xin với chế độ trả tự do cho ông ta. Theo bản thông cáo của văn phòng ông Webb, Webb "rất cảm ơn chính quyền Myanma đã đáp ứng lời yêu cầu này, và hy vọng những cử chỉ này là cách khởi sự nền móng của tinh thần thân thiện và tin tưởng trong tương lai." Webb, đảng Dân chủ, một người được coi là thân cận với Tổng thống Obama, đã là viên chức Hoa Kỳ đầu tiên thảo luận với lãnh tụ hội đồng quân nhân cai trị Myanma, Tướng Than Shwe và cũng cùng lúc gặp bà Suu Kyi.